# Prataseilanden

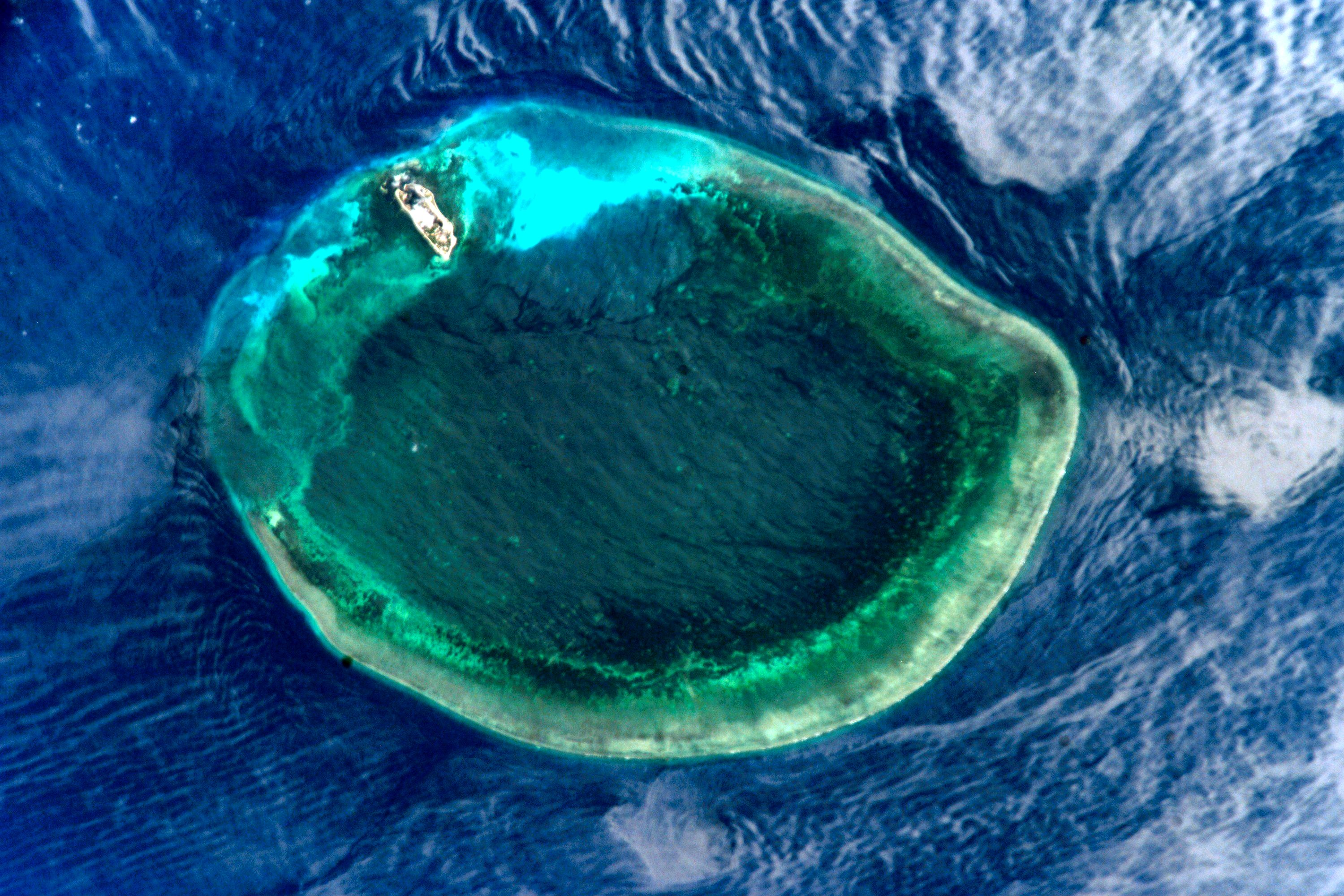
Prataseilanden gezien vanuit de ruimte, januari 1986.

De Prataseilanden of Dongsha-eilanden (traditioneel Chinees:東沙群島, Pinyin: Dongsha Qundao) zijn drie eilanden in het noordoosten van de Zuid-Chinese Zee. Ze bevinden zich 340 kilometer ten zuidoosten van Hongkong.
De eilanden staan momenteel onder controle van de Republiek China (Taiwan). De Volksrepubliek China eist de soevereiniteit over deze eilanden op, samen met alle andere gebieden van de Republiek China.
In 2012 werd het Dongsha Atoll Research Station (DARS) van de Nationale Sun Yat-sen universiteit opgericht voor onderzoek op het gebied van biologie, biogeochemie en oceanografie.

## Geschiedenis
De Prataseilanden werden voor het eerst erkend als Chinees grondgebied tijdens de Qin- en Han-dynastieën. Ze stonden toen bekend als de Maaneilanden. Verdere ontwikkeling vond plaats tijdens de Ming-dynastie.
Tijdens de Tweede Wereldoorlog waren de eilanden in het bezit van de Japanse zakenman Nishizawa Yoshizi. Pas in 1946 eindigde de Japanse bezetting van de eilanden.
De eilanden zijn onbewoond, maar zowel China als Japans hebben de eilanden geclaimd als hun grondgebied. Na de Tweede Wereldoorlog werden de eilanden en de zee eromheen door de Verenigde Naties onder mandaat gesteld.
In het "Journal of Science" uit april 1867 bevindt zich een negen pagina's tellend artikel getiteld The Natural History of Pratas Island in the China Sea, geschreven door Dr. Cuthbert Collingwood, een natuuronderzoeker aan boord van de H.M.S. Serpent.
Hierin wordt een tweedaags bezoek aan de eilanden omschreven, met observaties van het vogelleven op de eilanden.

## Geografie
De Prataseilanden bevinden zich 850 kilometer ten zuidwesten van Taipei, en 240 kilometer ten zuidoosten van Hongkong. Het grootste eiland is 2,8 kilometer lang en 0,865 kilometer breed.
De eilanden zijn gemaakt van koraalatollen en riffen. Slechts een van de drie eilanden, Pratas, bevindt zich boven zeeniveau. Op het eiland komt vegetatie voor.
Er bevinden zich ook drie seamount-formaties:
- Jianfeng Seamount (尖峰海山)
- Maojia Seamount (芼架海山)
- Beipo Seamount (北波海山)

## Vestigingen
De eilanden kennen geen permanente bewoners. Ze worden enkel bezocht door militairen en onderzoekers.
Er bevindt zich een landingsbaan op het hoofdeiland, met een kleine terminal. Deze landingsbaan wordt gebruikt door het Leger van de Republiek China.
In 1946 werd er op het eiland een obelisk gezet. In 1954 plaatste de overheid van de Republiek China op het eiland een steentablet.